# 山西省人民政府国有资产监督管理委员会
山西省人民政府国有资产监督管理委员会，简称山西省国资委，是中华人民共和国山西省人民政府直属正厅级特设机构。山西省国资委负责监管山西省省属企业（不包括金融企业）的国有资产，山西省人民政府授权其代表省政府履行出资人职责。

## 机构设置

### 内设机构
- 办公室（党委办公室、外事办公室）
- 党建工作处（党委组织部、党委统战部、团委）
- 政策法规处
- 综合监督处
- 监督追责处
- 内审处
- 企业改革处
- 财务监管处（省国企清产核资办公室）
- 产权管理处
- 科技创新处（央企服务处）
- 大数据运用处
- 社会责任处
- 信访综合处
- 宣传工作处（党委宣传部）
- 人才工作处
- 人事处（机关党委）

### 直属单位
- 山西省国有企业绩效评价中心

- 山西省国企改革发展研究中心

## 监管企业
根据2014年底的报道，省属企业资产总量占全省国有企业的86％，营业收入的95％，上缴税费的89％，利润总额的80％。
截至2017年2月，A股市场中有18家上市公司的实际控制人为山西省国资委：晋煤集团子公司煤气化，山西焦煤集团子公司西山煤电、山西焦化、南风化工，同煤集团子公司大同煤业、漳泽电力，阳煤集团子公司阳泉煤业、山西三维、太化股份、阳煤化工，潞安集团子公司潞安环能，晋能集团子公司通宝能源，山西煤炭进出口集团子公司山煤，太钢集团子公司太钢不锈，太重集团子公司太原重工，国新能源，山西汾酒，山西证券。
截至2023年1月，山西省国资委监管的企业有18家。
- 山西焦煤集团有限责任公司
- 晋能控股集团有限公司
- 华阳新材料科技集团有限公司
- 潞安化工集团有限公司
- 华新燃气集团有限公司
- 太原重型机械集团有限公司
- 山西国际能源集团有限公司
- 华远国际陆港集团有限公司
- 万家寨水务控股集团有限公司
- 山西省文化旅游投资控股集团有限公司
- 山西交通控股集团有限公司
- 山西航空产业集团有限公司
- 山西建设投资集团有限公司
- 山西杏花村汾酒集团有限责任公司
- 山西大地环境投资控股有限公司
- 山西云时代技术有限公司
- 华舰体育控股集团有限公司
- 神农科技集团有限公司